# ادر پاچیکو
ادر پاچیکو (به پرتغالی: Eder Pacheco Ferreira) مهاجم اهل برزیل است که در شهر Dois Vizinhos و در تاریخ ۲۳ ژوئیهٔ ۱۹۷۷ به دنیا آمده‌است.
ادر پاچیکو در تیم‌های فوتبال Mérida F.C. سابقهٔ حضور دارد.